# Matthäus Casimir von Collin
Matthäus Casimir von Collin (Viena, 3 de marzo de 1779 -ibídem, 23 de noviembre de 1824) fue un escritor y académico austríaco, conocido por ser preceptor de Francisco, duque de Reichstadt.

## Biografía
Fue hijo del médico Heinrich Joseph Collin y sobrino del también médico Matthäus Collin. Gran parte de su educación se desarrolló bajo el influjo de su hermano, el poeta Heinrich Joseph. Antes de sus veinte años había escrito ya una ópera, Calthon und Colmal.
Hizo estudios de filosofía, historia y derecho, siendo recibido como doctor en la Universidad de Viena en 1804.  
En 1808 obtuvo por oposición la cátedra de estética e historia de filosofía de la Universidad de Cracovia. Posteriormente pasó a enseñar en la Universidad de Viena. 
Fue designado por Francisco I de Austria Hofconcipist del departamento de Finanzas de la cancillería del Imperio austríaco. Este soberano le designaría como profesor de estética de dos hijas, las archiduquesas Leopoldina y Clementina. Posteriormente también impartiría clases de literatura a la archiduquesa Carolina, hermana menor de las anteriores.
Fue uno de los grandes defensores del movimiento romántico. Compuso diferentes canciones que sería puestas en música por Schubert. También compuso obras de teatro basadas en la historia austríaca.
En 1815, Francisco I de Austria le nombra preceptor de su nieto Francisco, hijo de su hija María Luisa y Napoleón Bonaparte. Fue nombrado junto con el capitán Johann Baptist von Foresti y se encontraban bajo las órdenes del ayo del príncipe, Moritz, príncipe von Dietrichstein. Collin desarrollaría esta función hasta su muerte. Se encargaba de enseñar a Francisco a latín y griego.
También desde 1815 se dedicó a la crítica literaria, llegando a editar los catorce primeros volúmenes del  anuario literario vienés (Jahrbücher der Literatur) entre 1818 y 1821. El fundador de este anuario había sido el estadista y publicista Friedrich von Gentz.

Murió en Viena a la edad de 45 años. Su muerte causaría un gran impacto en su pupilo el duque de Reichstadt que llegaría a escribir a su madre María Luisa de Austria:
Collin ha sido uno de los hombres que más he amado y respetado y será difícil sustituirle. Tengo razones para creer que el está ahora alegre en el Cielo, y es por esto por lo que soy yo quien debe sentirse mal más que él. Si, querida mamá, estoy muy afectado por esta muerte, por que he perdido más de lo que puedo decir en este hombre excelente.
A su muerte sería sustituido como preceptor del duque por el académico y educador Joseph von Obenaus.

## Órdenes
- Caballero de la Sagrada Orden Militar Constantiniana de San Jorge. (14 de diciembre de 1818, Ducado de Parma)[4]

## Obras
- Licht und Liebe (Catálogo de Schubert, D. 352)
- Der Zwerg (Catálogo de Schubert, D. 771)
- Wehmut (Catálogo de Schubert, D. 772)
- Nacht und Träume (Catálogo de Schubert, D. 827)
- Belas Krieg mit dem Vater, 1808
- Der Tod Friedrichs des Streitbaren, 1813

### Individuales
1. ↑  Montbel, 1836, p. 356.
2. ↑  Carta citada en Castelot, 1960, pp. 238-239
3. ↑  Castelot, 1960, p. 240.
4. ↑  «Parma, 14 Dicembre». Gazzetta di Parma (en italiano) (100). 15 de diciembre de 1818. p. 399. Consultado el 27 de febrero de 2022.